# Желомля
Желомля — деревня в Боровичском муниципальном районе Новгородской области, относится к Травковскому сельскому поселению.
Деревня расположена в восточной части Мстинской впадины, делящей Валдайскую возвышенность на Валдайскую гряду на юге и Тихвинскую на севере, на высоте 85 м над уровнем моря, к западу от Боровичей.

## История
В 1800 году в усадьбе Желомля была выстроена однокупольная церковь (с колокольней), освящённая во имя Благовещенья Пресвятой Богородицы, с двумя престолами — во имя святого Николая Чудотворца и во имя Образа Нерукотворного Спасителя. Усадьба Желомля в 1890 году числилась в Хоромской волости Боровичского уезда Новгородской губернии, принадлежала она тогда дворянам — братьям Чевакинским: военному Николаю Ивановичу и чиновнику Александру Ивановичу, которые были потомками Петербургского архитектора XVIII века — Саввы Ивановича Чевакинского. Управляющим в усадьбе в те времена был крестьянин Дмитрий Князев. Усадьба братьев Чевакинских была конфискована в 1918 году.
По постановлению ВЦИК от 3 апреля 1924 года Хоромская волость была присоединена к Боровичской волости. До 31 июля 1927 года Желомля в составе Боровичской волости Боровичского уезда Новгородской губернии, а затем с 1 августа в составе Хоромского сельсовета (с центром в деревне Хоромы) новообразованного Боровичского района Боровичского округа Ленинградской области. 30 июля 1930 года Боровичский округ был упразднён. Указом Президиума Верховного Совета СССР от 5 июля 1944 года была образована Новгородская область и Боровичский район и сельсовет вошли в её состав.
Решением Новгородского облисполкома № 296 от 9 апреля 1960 года Хоромский сельсовет был упразднён, а деревня Желомля вошла в состав Денесинского сельсовета, тогда же к Денесинскому был присоединён и Сутоко-Рядокский сельсовет, центр сельсовета был перенесён в Травково, а в связи с перенесением центра из Денесино Денесинский сельсовет был переименован в Травковский.
Во время неудавшейся всесоюзной реформы по делению на сельские и промышленные районы и парторганизации, в соответствии с решениями ноябрьского (1962 года) пленума ЦК КПСС «о перестройке партийного руководства народным хозяйством» с 10 декабря 1962 года сельсовет и деревня вошла в крупный Боровичский сельский район, а 1 февраля 1963 года административный Боровичский район был упразднён, но пленум ЦК КПСС, состоявшийся 16 ноября 1964 года, восстановил прежний принцип партийного руководства народным хозяйством, после чего Указом Верховного Совета РСФСР от 12 января 1965 года сельские районы были преобразованы вновь в административные районы и решением Новгородского облисполкома от 12 января 1965 года и Травковский сельсовет и деревня вновь в Боровичском районе.
После прекращения деятельности Травковского сельского Совета в начале 1990-х стала действовать Администрация Травковского сельсовета, которая была упразднена с 1 января 2006 года на основании постановления Администрации города Боровичи и Боровичского района от 18 октября 2005 года и Желомля, по результатам муниципальной реформы входит в состав муниципального образования — Травковское сельское поселение Боровичского муниципального района (местное самоуправление), по административно-территориальному устройству подчинена администрации Травковского сельского поселения Боровичского района.

## Население
| 2010 |
| ---- |
| 205  |

Постоянное население деревни на 1 января 2011 года — 255 человек, хозяйств — 98.

## Объекты культурного наследия регионального значения
- Парк (12 га) усадьбы Чевакинских.
- разрушенная церковь усадьбы Чевакинских.